# Giovanni Battista Passeri
Pour les articles homonymes, voir Giovanni Battista Passeri (homonymie).
Giovanni Battista Passeri (Rome, ~1610 – 22 avril 1679) est un peintre italien baroque et un historiographe.

## Biographie
Entre 1625 et 1630, il effectue ses études de lettres au Collegio Romano et acquiert ses premiers rudiments en peinture.
Élève de Domenichino, il travaille ensuite avec  Frascati et peint des peintures de genre et des natures mortes.
En 1641, il prononce l’oraison funèbre du Dominiquin à l’Académie de Saint-Luc et réalise un portrait du peintre.
Il est plus connu pour son ouvrage biographique des peintres, sculpteurs et architectes actifs à Rome et morts entre 1641 et 1673 (écrite entre 1650 et 1679 et seulement publié en 1772), écrit littéraire romanesque et chronique anecdotique des peintres.
En 1661, il réalise une fresque au Palais Pamphili.
Il devint président de l'Accademia di San Luca, qui a contenu son portrait par  Domenichino (maintenant aux Uffizi).
Son neveu Giuseppe Passeri fut de ses élèves.

## Ouvrages
- Le Vite de’ pittori, scultori ed architetti che hanno lavorato in Roma, morti dal 1641 fino al 1673 (1650-1679), Rome (1772) et son fac-similé de l’édition posthume, Bologne, Éditions Arnaldo Forni (2002)
- Die Künstlerbiographien von Giovanni Battista Passeri, édition des Vies de Passeri conforme aux manuscrits originaux, dirigée par Jacob Hess, Leipzig et Vienne, Heinrich Keller (1934)